# J.C. Bamford
J.C. Bamford Excavators Limited, universalmente conhecida como JCB, é uma empresa multinacional britânica, sediada em Rocester, Staffordshire. Fabrica equipamentos para construção, demolição e agricultura. Produz mais de 300 tipos de máquinas, incluindo retroescavadeiras, escavadeiras, tratores e motores diesel. Tem 22 fábricas na Ásia, Europa, América do Norte e América do Sul. Seus produtos são vendidos em mais de 150 países.
A JCB foi fundada em 1945 por Joseph Cyril Bamford, e continua a ser gerenciada pela família Bamford.

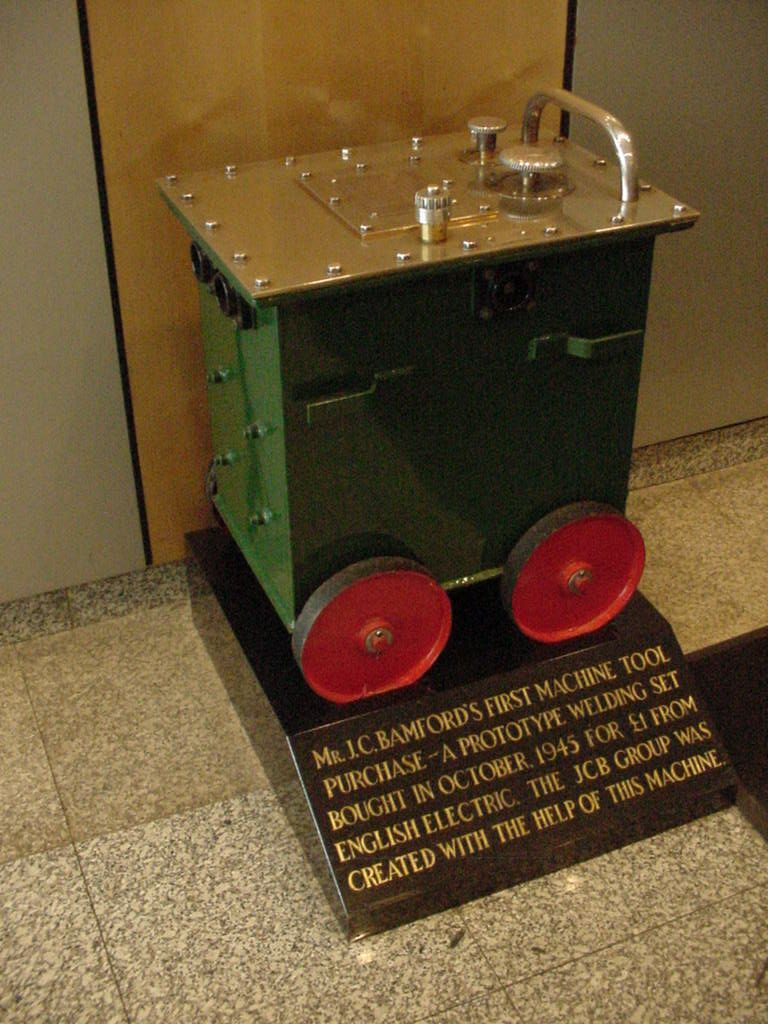
Primeiro conjunto para soldagem da JCB

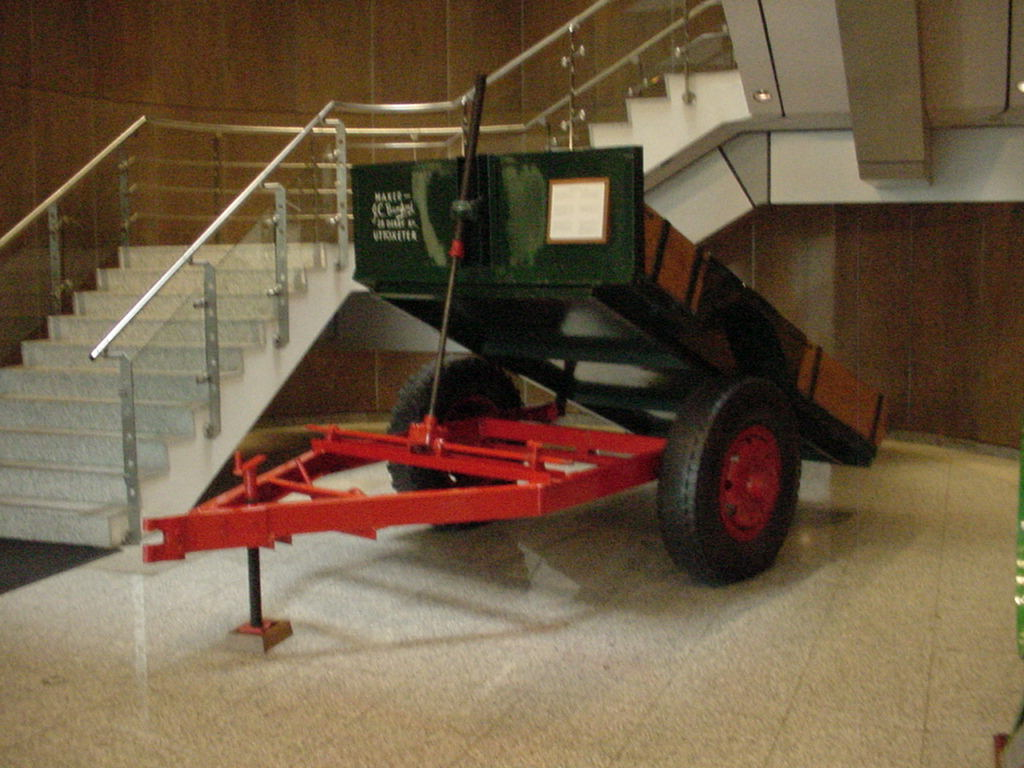
O primeiro veículo produzido pela JCB (um trailer agrícola)

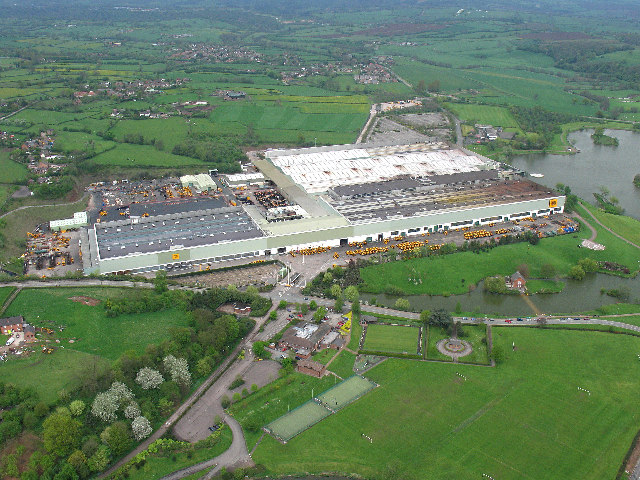
A fábrica da JCB em Rocester

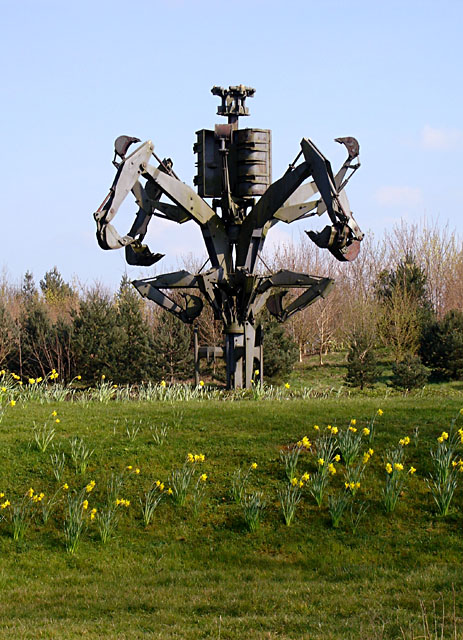
The Fossor, no quartel general da JCB em Rocester

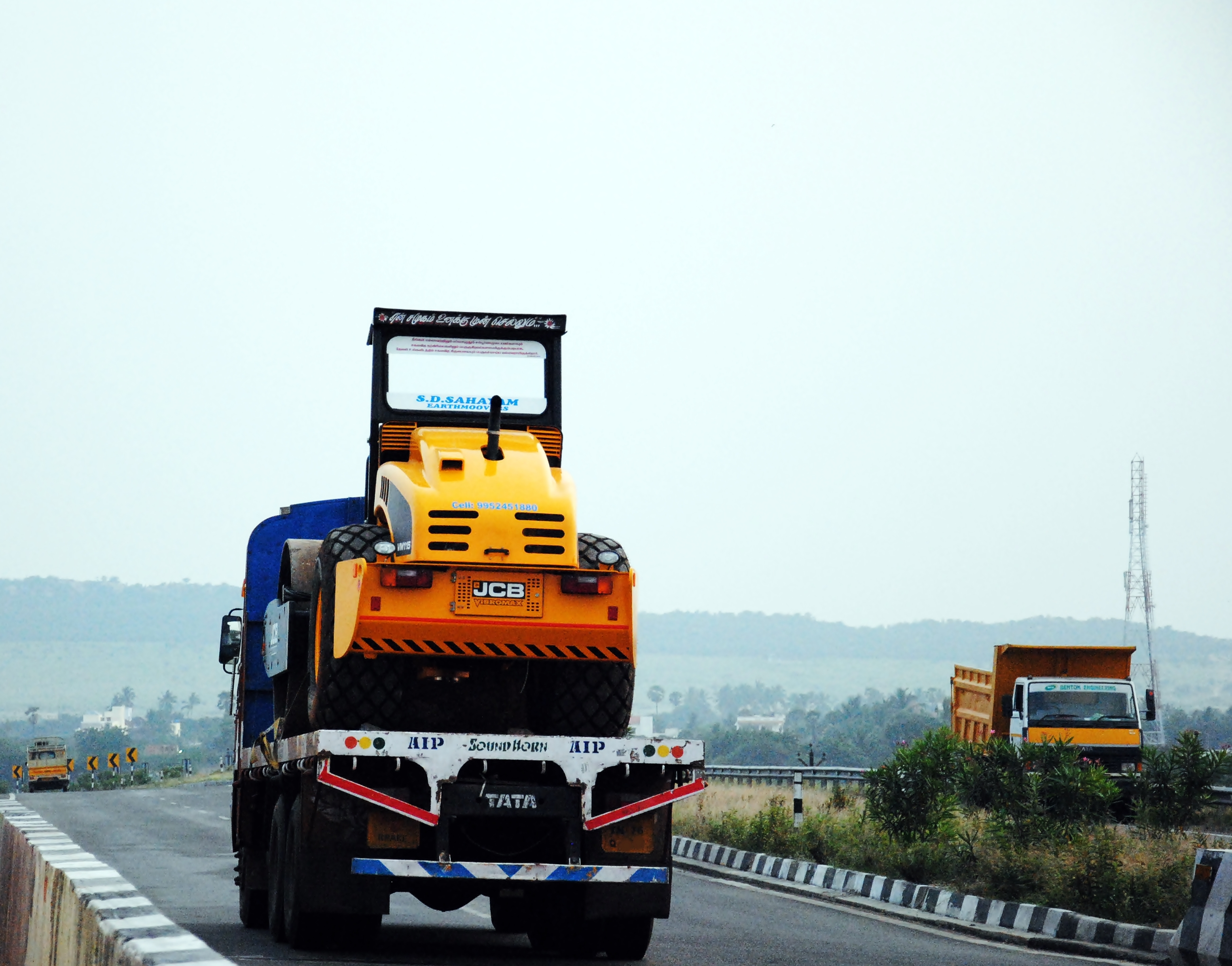
Compactador de solo VM 115 da JCB

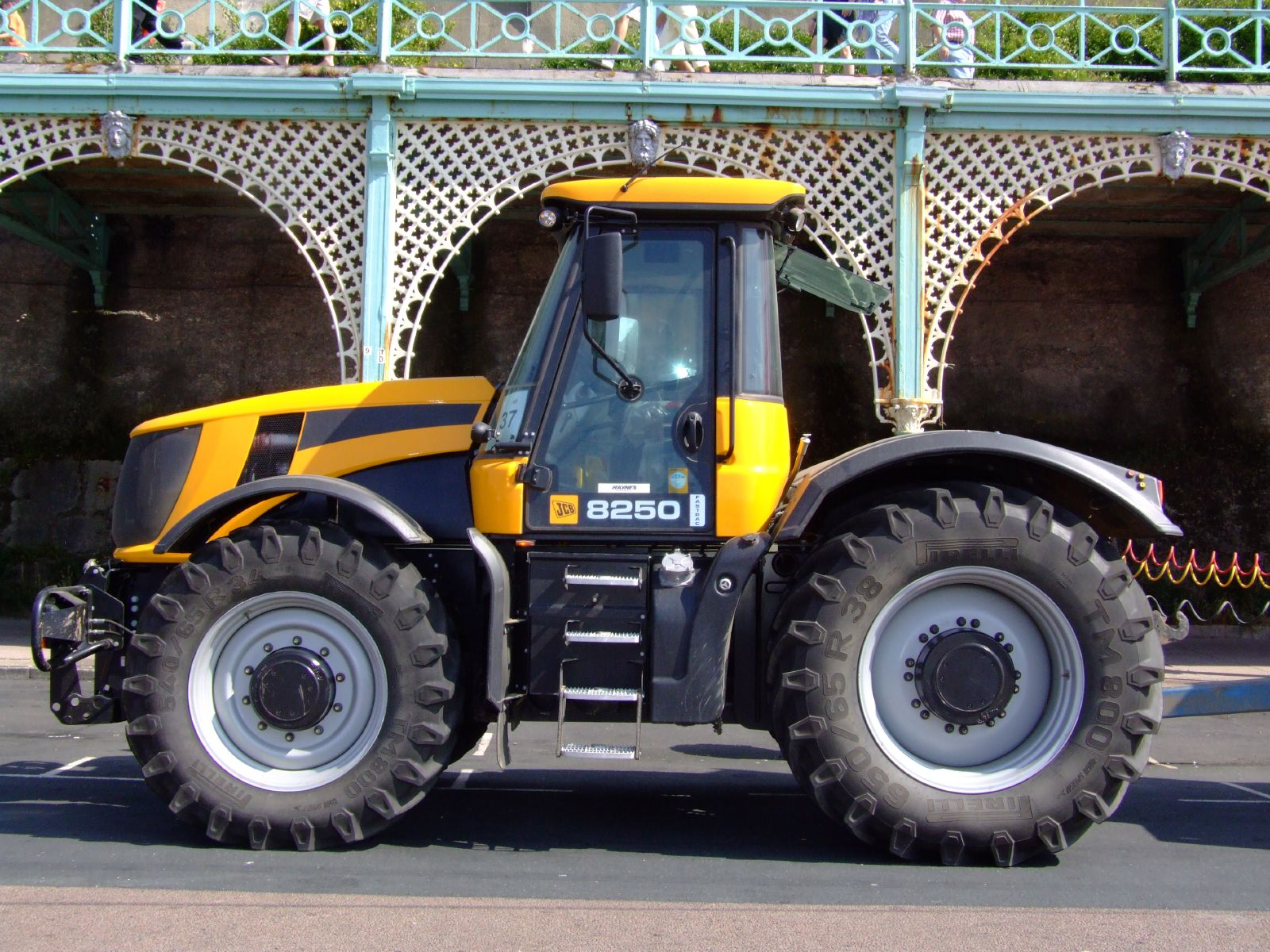
Trator JCB Fastrac 8250

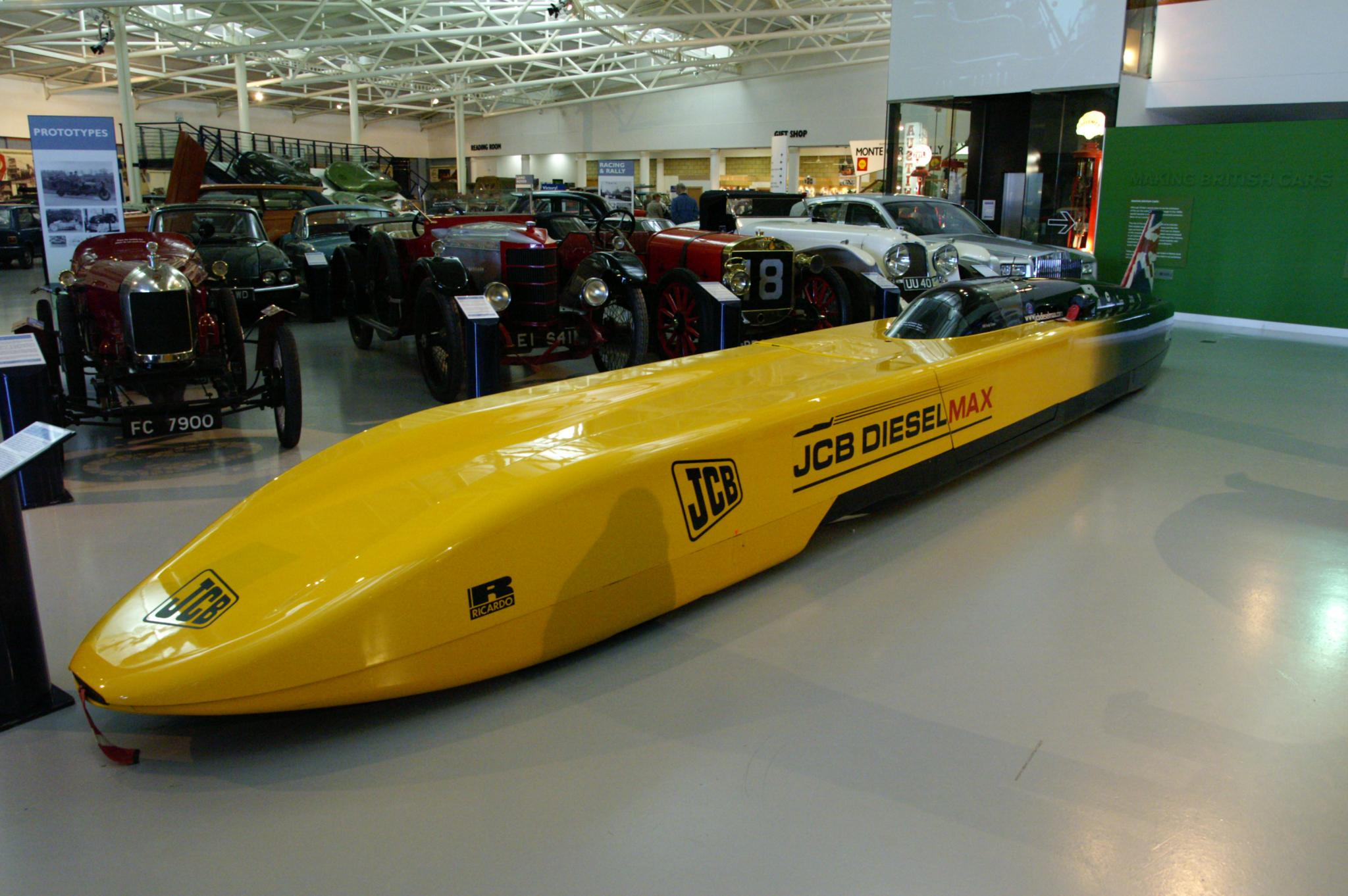
JCB Dieselmax no Heritage Motor Centre